# Flugzeugkollision von Machatschkala
Bei der Flugzeugkollision von Machatschkala kollidierten am 15. Januar 2009 beim Landeanflug auf den Flughafen Machatschkala zwei Iljuschin Il-76MD des Russischen Innenministeriums. Fünf Crewmitglieder des Flugzeugs am Boden kamen bei der Kollision ums Leben, wobei die Leiche des fünften Besatzungsmitglieds nie gefunden werden konnte.

## Hergang
Am 15. Januar 2009 nutzte das Russische Innenministerium vier seiner Il-76MD zur Verlegung von Soldaten und militärischem Gerät nach Dagestan. Das erste Flugzeug mit dem Kennzeichen RA-76825 war zuvor vom Militärflugplatz Tschkalowski kommend in Machatschkala gelandet und sollte zu seinem Heimatstützpunkt Nischni Nowgorod zurückkehren. Das zweite Flugzeug mit dem Flugzeugkennzeichen RA-76827 befand sich auf dem Landeanflug zum Flughafen Machatschkala.
Die Besatzung von RA-76825 erhielt um 20:40 Uhr Ortszeit die Anweisung, die parallel zur Start- und Landebahn verlaufende Rollbahn 2 bis zum Rollhalteort herunterzurollen und dort auf die Startfreigabe zu warten. Als die Besatzung meldete, den Rollhalteort erreicht zu haben, befand sie sich schon 41 Meter weiter und damit nur 29 Meter von der Start- und Landebahn entfernt. Zu dieser Zeit herrschte am Flughafen Machatschkala dichter Nebel mit Sichtweiten von 300 bis 350 Metern, sodass die Fluglotsen das Flugzeug nicht aus dem Tower sehen konnten. So erteilte der Tower der Besatzung von RA-76827 die Landeerlaubnis für die Landebahn 14. Bei der Landung um 20:45 Uhr Ortszeit traf der Flügel der RA-76827 das Cockpit der RA-76825 und beide Flugzeuge fingen Feuer. Während alle Personen an Bord von RA-76827 das Unglück überlebten, kamen fünf Besatzungsmitglieder des Flugzeugs RA-76825 ums Leben.

## Ursache
Die Ursache für die Kollision war die fehlende Erfahrung der Besatzung der RA-76827 mit Landungen bei schlechten und schnell wechselnden Sichtverhältnissen. Die Besatzung schaltete, als die Befeuerung der Landebahn sichtbar war, den Empfänger für das ILS aus und unternahm einen Sichtanflug auf den Flughafen. Beim Eintritt in eine dichte Nebelwolke verlor die Besatzung die Befeuerung aus den Augen und steuerte das Flugzeug zu weit nach links von der Landebahn weg. Die Besatzung vergaß, die Landescheinwerfer des Flugzeugs einzuschalten. Als der Fehler in einer Höhe von 9 Fuß auffiel, versuchten die Piloten, stark nach rechts zu steuern, um das Flugzeug wieder auf der Landebahn auszurichten. Das Flugzeug landete 1 Meter von der linken Begrenzung der Start- und Landebahn entfernt und war damit so weit links, dass das Flugzeug mit seinem linken Flügel aus der Landebahn herausragte. Hinzu kam, dass das Flugzeug mit 146 Tonnen das maximale Landegewicht überschritt, sodass es auf der Landebahn kaum manövrierbar war.
Bei den Untersuchungen fiel auf, dass der Rollhalteort der Rollbahn 2 nur 91 Meter von der Start- und Landebahn entfernt war, obwohl ein Mindestabstand von 120 Metern vorgeschrieben ist.